# Zelená vlna

Schema zelené vlny

Zelená vlna je pojem pro synchronizované fáze semaforů tak, aby vozidlo jedoucí doporučenou rychlostí zastihlo na všech semaforech signál volno. Zelená vlna se používá nejčastěji na výpadovkách z velkých měst, často je doprovázena proměnným dopravním značením, které udává doporučenou rychlost.
„Nejdelší“ zelená vlna se v českých podmínkách nachází na pražské Evropské ulici, kde může být synchronizováno až 27 světelných křižovatek.